# Гвіберт Ножанський
Гвібе́рт Ножа́нський (1053 — пр. 1124) — історіограф першого хрестового походу.
Народився в знатній сім'ї у Північній Франції, рано втратив батька і незабаром був відданий в монастир. Першим літературним захопленням була антична поезія, особливо Овідія і Вергілія. Деякий час під впливом цих поетів Гвіберт Ножанскій сам складав вірші.
Гвіберт Ножанский навчався у Ансельма Кентерберійського, коментував Старий Завіт. У 57 років Гвіберт  став абатом монастиря св. Марії в Ножані (недалеко від Лану). Помер приблизно в 1124 році.
Гвіберт Ножанский залишив після себе теологічні трактати і коментарі, граматичні та поетичні твори. Однак найбільший інтерес представляють два його великих твори: «Діяння Бога через франків» і «Про своє життя», в яких він показав себе оригінальним письменником і в певній мірі новатором.